# 패속
패속(Ishige)은 서태평양의 온대 지역에서 서식하는 갈조류 속의 일종이다. 패목(Ishigeales)과 패과(Ishigeaceae)의 유일속이다.

## 하위 종
- 넓패 (Ishige foliacea)
- 패 (Ishige okamurae)
- Ishige sinicola